# Rossburn
Rossburn es un municipio canadiense situado en la provincia de Manitoba.

## Superficie
Rossburn tiene una superficie de 672,29 km².

## Demografía
En 2021, tenía 973 habitantes, una densidad poblacional de 1,4 hab./km², y 619 viviendas.